# Cảnh giáo

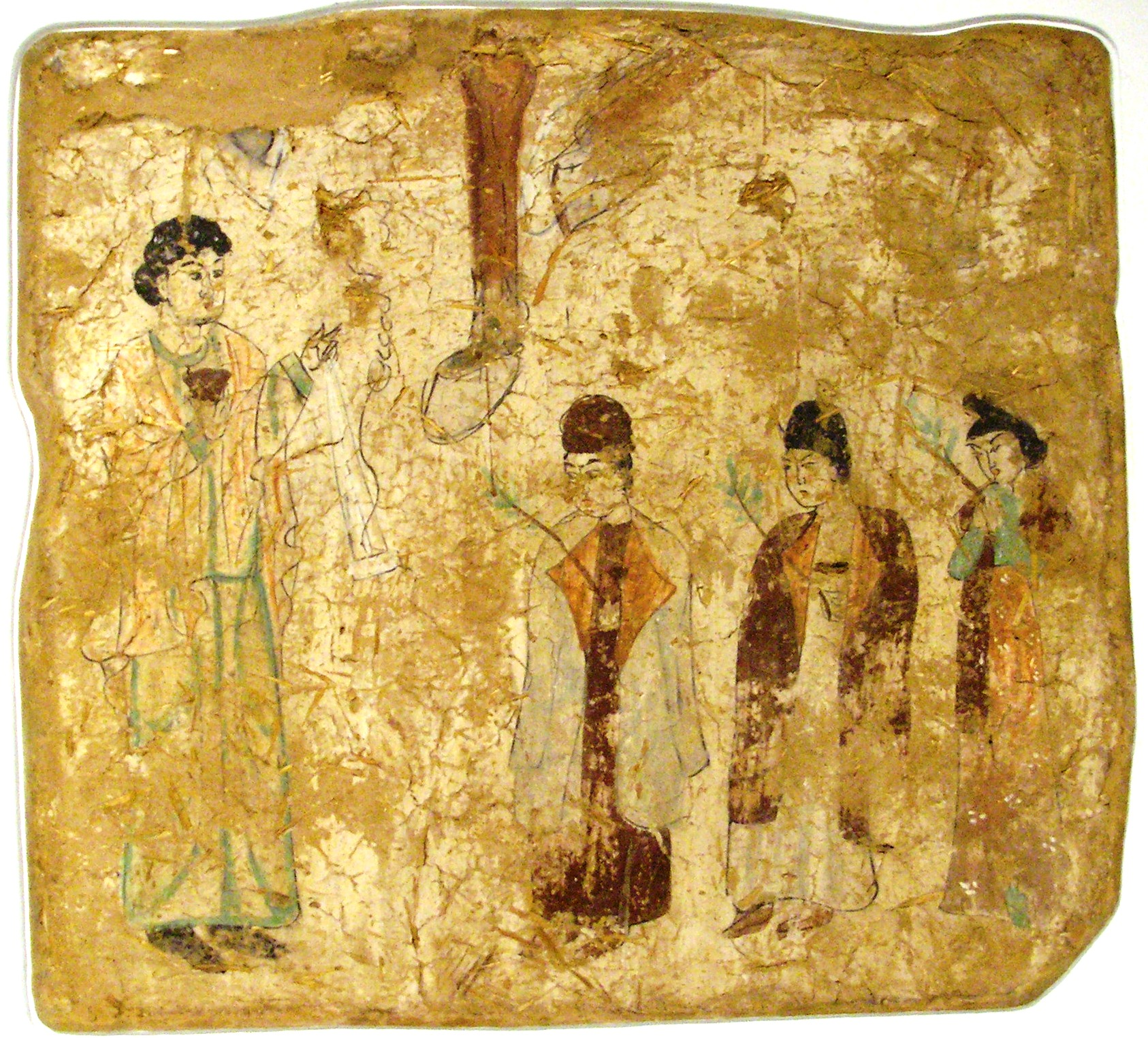
Một cuộc rước ngày Chúa nhật Lễ Lá, bích họa ở Cao Xương thời Nhà Đường

Cảnh giáo hay Giáo hội Phương Đông, còn gọi là Giáo hội Ba Tư, là một tông phái Kitô giáo Đông phương hiện diện ở Đế quốc Ba Tư, từng lan truyền rộng sang nhiều nơi khác ở phương Đông và châu Á.

## Lịch sử
Các cộng đoàn Kitô giáo đã hình thành ở Lưỡng Hà thuộc Đế quốc Parthia ngay từ thế kỷ thứ nhất. Tới thế kỷ thứ ba, nơi này thuộc về Đế quốc Sassanid; các giáo đoàn đáng kể hiện diện ở các vùng bắc Lưỡng Hà, Elam và Fars. Vào thế kỷ thứ 4 và thứ 5, thêm vào các cộng đoàn tiên khởi này là các Kitô hữu bị trục xuất từ đông Đế quốc La Mã. Tuy nhiên, Giáo hội Ba Tư cũng đối mặt với một số đợt ngược đãi nặng nề, đặc biệt là dưới thời Shapur II (339-379), do người Hỏa giáo chiếm đa số cáo buộc người Kitô giáo có liên quan đến phía La Mã. Dù tăng trưởng trong suốt thời Sassanid nhưng áp lực bách hại đã khiến cho Giáo hội Ba Tư tuyên bố độc lập với tất cả các giáo hội khác vào năm 424.
Trong khi đó tại Đế quốc La Mã, cuộc ly giáo Nestorius diễn ra đã khiến nhiều người ủng hộ Nestorius di cư sang Đế quốc Ba Tư. Giáo hội Ba Tư dần liên kết với phía ly giáo, một phương sách được khuyến khích bởi tầng lớp cai trị theo Hỏa giáo. Giáo hội vì thế cũng thường được gọi là "Giáo hội Nestoriô". Ở phương Tây trong khi cách gọi "Nestorian" thường được dùng cách miệt thị để gắn Giáo hội Phương Đông với lạc giáo, nhiều tác giả thời Trung Cổ và về sau chỉ đơn giản dùng cách gọi này như một thuật từ mang tính quy ước và trung lập. Tuy nhiên, ngày nay một số học giả thường tránh sử dụng cách gọi đó không chỉ vì nó mang hàm ý xấu mà còn vì nó ngụ ý rằng Giáo hội Phương Đông có liên hệ mật thiết với thuyết Nestorius, nhiều hơn những gì có thể đã xảy ra. Thực tế là thậm chí ngay từ ban đầu, không phải mọi giáo đoàn được gọi là "Nestorius" đều theo thuyết này, và Giáo hội Phương Đông cũng không luôn theo thuyết Nestorius; bản thân các cách hiểu về thuyết Nestorius cũng không giống nhau, một phần do khác biệt ngôn ngữ giữa tiếng Hy Lạp và tiếng Syriac.
Tới giữa thế kỷ thứ 6, Giáo hội Phương Đông đã thành lập các cộng đoàn ở Lưỡng Hà, Ba Tư, Ai Cập, Syria, bán đảo Ả Rập, Socotra, Media, Bactria, Hyrcania và Ấn Độ và có lẽ ở cả những nơi được gọi là Calliana, Male, and Sielediva (Ceylon). Cấu trúc của Giáo hội Phương Đông được tổ chức theo thể chế giám nhiệm: mỗi giáo phận được lãnh đạo bởi một giám mục. Các giáo phận cạnh nhau được hợp lại thành một giáo tỉnh dưới thẩm quyền của một giám mục đô thành. Trong hầu hết lịch sử của mình, Giáo hội có 6 giáo tỉnh nội vi ở vùng gốc là Lưỡng Hà và tây Ba Tư, cùng các giáo tỉnh ngoại vi được thành lập sau này mà thời cực thịnh lên tới con số hơn 20. Đứng đầu toàn Giáo hội Phương Đông là vị Thượng phụ Phương Đông, cũng mang tước hiệu là Catholicos, với Tòa ban đầu đặt tại thành phố kép Seleucia-Ctesiphon. Bộ Kinh Thánh quy điển của Giáo hội Phương Đông cũng như của Giáo hội Chính thống giáo Syria và các giáo hội khác trong truyền thống Syriac là bản Peshitta. Về cử hành phụng vụ, không giống Chính thống giáo Syria theo nghi lễ Tây Syria (hay Syro-Antiochia), Giáo hội Phương Đông theo nghi lễ Đông Syria (hay Assyria-Chaldea).

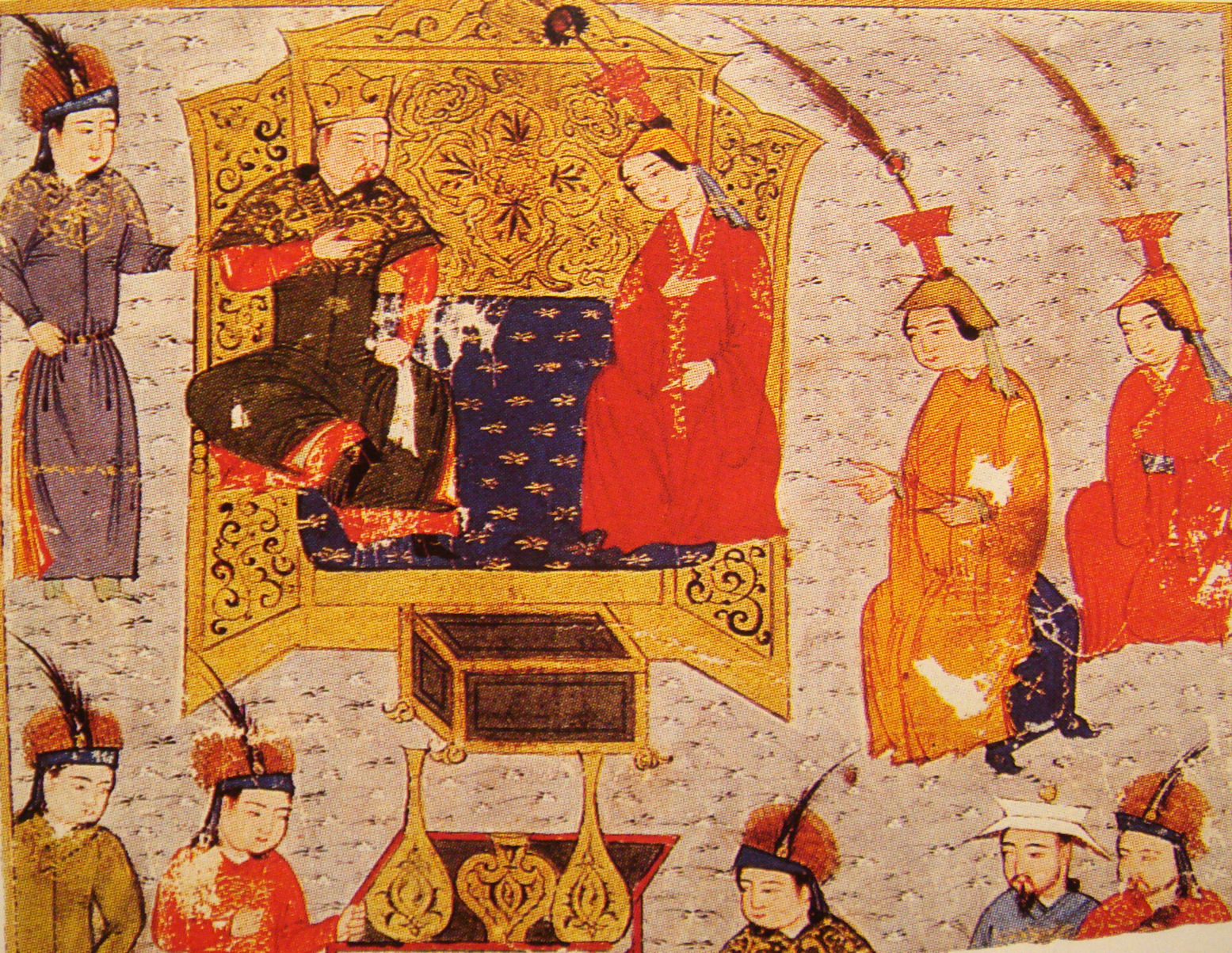
Khả đôn Mông Cổ theo Cảnh giáo Sorghaghtani, và Hãn Đà Lôi

Sau sự chinh phục Ba Tư của người Ả rập theo Hồi giáo năm 644, Nhà Rashidun đã công nhận Giáo hội Phương Đông là một cộng đồng thiểu số dhimmi chính thức. Dù bị cấm cải đạo người Hồi giáo trong lãnh thổ của Khalip nhưng Giáo hội được phép truyền giáo ở nước ngoài. Các giáo đoàn tiếp tục được thành lập ở Trung Á giữa các bộ lạc Đột Quyết và Mông Cổ, cũng như ở Ấn Độ, Nam Dương và Trung Hoa thông qua Con đường tơ lụa.
Các tín hữu của Giáo hội có những đóng góp trọng yếu cho các triều đại Hồi giáo Nhà Umayyad và Nhà Abbas, đặc biệt trong việc dịch các tác phẩm triết học Hy Lạp cổ đại sang tiếng Syriac và tiếng Ả rập. Các học giả của Giáo hội đã góp phần phát triển triết học, khoa học và thần học, đóng một vai trò nổi bật trong sự hình thành nền văn hóa Ả Rập. Y sĩ riêng của các vị khalip nhà Abbas thường là người Assyria theo Kitô giáo, chẳng hạn như gia tộc Bukhtishu xuất thân từ Học viện Gondishapur.
Tại Trung Hoa, Giáo hội Phương Đông được gọi là Cảnh giáo (景教). Nhiều di tích Cảnh giáo đã được phát hiện, đáng chú ý nhất là Bia đá Cảnh giáo được dựng năm 781 ở kinh thành Trường An khắc chữ Hán và chữ Syriac ghi nhận sự có mặt của các cộng đoàn Kitô giáo ở một số thành phố miền Bắc Trung Hoa và cho biết Cảnh giáo bắt đầu được phép truyền vào Trung Hoa dưới triều Đường Thái Tông năm 635, nhờ nỗ lực của nhà truyền giáo Alopen. Đến năm 845 đời Đường Vũ Tông có chủ trương diệt Phật giáo; các tôn giáo ngoại nhập khác như Mani giáo, Hỏa giáo và Cảnh giáo cũng bị ảnh hưởng. Từ đó Cảnh giáo nơi đây bắt đầu suy giảm và không bao giờ phục hồi được như trước. Sau đó dưới thời Nhà Nguyên của người Mông Cổ, Cảnh giáo một lần nữa có chỗ đứng, cho tới khi bị cấm đoán bởi Nhà Minh.

Phạm vi rộng lớn của Cảnh giáo thời Trung Cổ

Thế kỷ thứ 10 và 11, Cảnh giáo là phái Kitô giáo có số lượng tín hữu đông nhất thế giới và trong suốt nhiều thể kỷ liền cũng là giáo hội có phạm vi địa lý trải rộng nhất. Tuy nhiên, từ thế kỷ 14, các giáo phận Cảnh giáo dần biến mất có lẽ là do nhiều nguyên nhân gồm dịch bệnh, sự biệt lập, các đợt bách hại như sự mở rộng liên tục của Hồi giáo, cuộc thảm sát gây ra bởi Timur Lenk và việc các Kitô hữu bị đàn áp và trục xuất dường như không bao lâu sau khi xảy ra cuộc nổi dậy năm 1368 thành lập Nhà Minh.
Vào thế kỷ 15, Cảnh giáo hầu như chỉ còn có mặt ở bắc Lưỡng Hà, trong khu vực khoảng giữa thành Mosul, hồ Van và hồ Urmia. Cũng còn một vài cộng đoàn nhỏ ở phía tây như Jerusalem và đảo Síp. Các tín hữu ở vùng duyên hải Malabar tây nam Ấn Độ là cộng đồng đáng kể duy nhất còn sót lại của các giáo tỉnh ngoại vi.
Năm 1552 xảy ra cuộc ly giáo lớn, một nhóm tín hữu rời Giáo hội Phương Đông và bước vào hiệp thông với Giáo hội Công giáo Rôma, đánh dấu sự hình thành Giáo hội Công giáo Chaldea. Phần không hiệp thông với Rôma từ thế kỷ 19 dần mang tên gọi Giáo hội Phương Đông Assyria. Một cuộc phân ly khác xảy ra năm 1898 khi một giám mục cùng một số các tín hữu ở vùng Urmia, Iran hiệp thông với Chính thống giáo Nga. Năm 1964 do không đồng ý với việc Giáo hội Phương Đông Assyria thực hiện cải cách lịch phụng vụ, một nhóm các tín hữu đã tách ra và thành lập Giáo hội Phương Đông Thủ cựu.
|                                 |                                  |                                  |                                  |                                  |                                  |                                  |                                  |                                  |                                  |
|                                 |                                  |                                  |                                  |                                  |                                  |                                  | Anh giáo                         | Anh giáo                         | Anh Quốc, Mỹ Ănglê               |
| Cải cách Kháng nghị (thế kỷ 16) |                                  |                                  |                                  |                                  |                                  |                                  |                                  |                                  |                                  |
|                                 |                                  |                                  |                                  |                                  |                                  | Tin Lành                         | Tin Lành                         | Tin Lành                         | Bắc Âu, Tây Âu, Bắc Mỹ           |
|                                 |                                  |                                  |                                  |                                  |                                  |                                  |                                  |                                  |                                  |
|                                 |                                  |                                  | Công giáo Rôma                   | Công giáo Rôma                   | Công giáo Rôma                   | Công giáo Rôma                   | Công giáo Rôma                   | Công giáo Latinh                 | Nam Âu, Tây Âu, Mỹ Latinh        |
|                                 |                                  |                                  |                                  |                                  | hiệp thông                       |                                  |                                  |                                  |                                  |
| Kitô giáo sơ khởi               | Kitô giáo sơ khởi                | Kitô giáo sơ khởi                | Ly giáo Đông-Tây (1054)          | Ly giáo Đông-Tây (1054)          |                                  |                                  |                                  | Công giáo Đông phương            | Trung Đông, Đông Âu              |
| Công đồng Ephesus (431)         |                                  | Công đồng Chalcedon (451)        |                                  |                                  |                                  |                                  |                                  |                                  |                                  |
|                                 |                                  |                                  | Chính thống giáo Đông phương     | Chính thống giáo Đông phương     | Chính thống giáo Đông phương     | Chính thống giáo Đông phương     | Chính thống giáo Đông phương     | Chính thống giáo Đông phương     | Đông Âu, Cận Đông, Gruzia, Nga   |
|                                 |                                  |                                  |                                  |                                  |                                  |                                  |                                  |                                  |                                  |
|                                 |                                  | Chính thống giáo Cựu Đông phương | Chính thống giáo Cựu Đông phương | Chính thống giáo Cựu Đông phương | Chính thống giáo Cựu Đông phương | Chính thống giáo Cựu Đông phương | Chính thống giáo Cựu Đông phương | Chính thống giáo Cựu Đông phương | Armenia, Syria, Ai Cập, Ethiopia |
|                                 |                                  |                                  |                                  |                                  |                                  |                                  |                                  |                                  |                                  |
|                                 | Cảnh giáo (Giáo hội Phương Đông) | Cảnh giáo (Giáo hội Phương Đông) | Cảnh giáo (Giáo hội Phương Đông) | Cảnh giáo (Giáo hội Phương Đông) | Cảnh giáo (Giáo hội Phương Đông) | Cảnh giáo (Giáo hội Phương Đông) | Cảnh giáo (Giáo hội Phương Đông) | Cảnh giáo (Giáo hội Phương Đông) | Lưỡng Hà, Ba Tư                  |